# Hansa Tonstudio

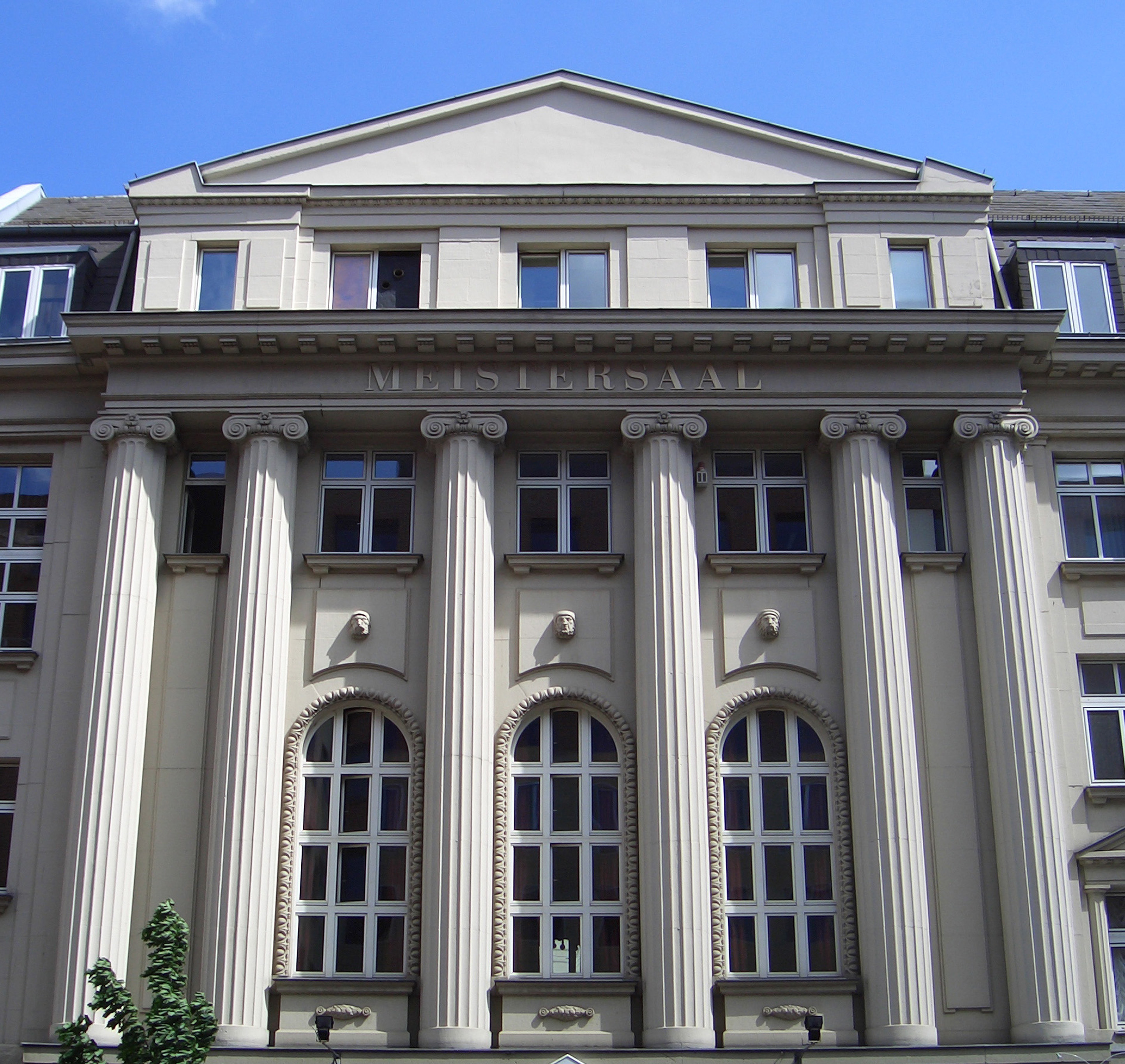
Фасад Мастер-холла здания студии на улице Кётенер-штрассе

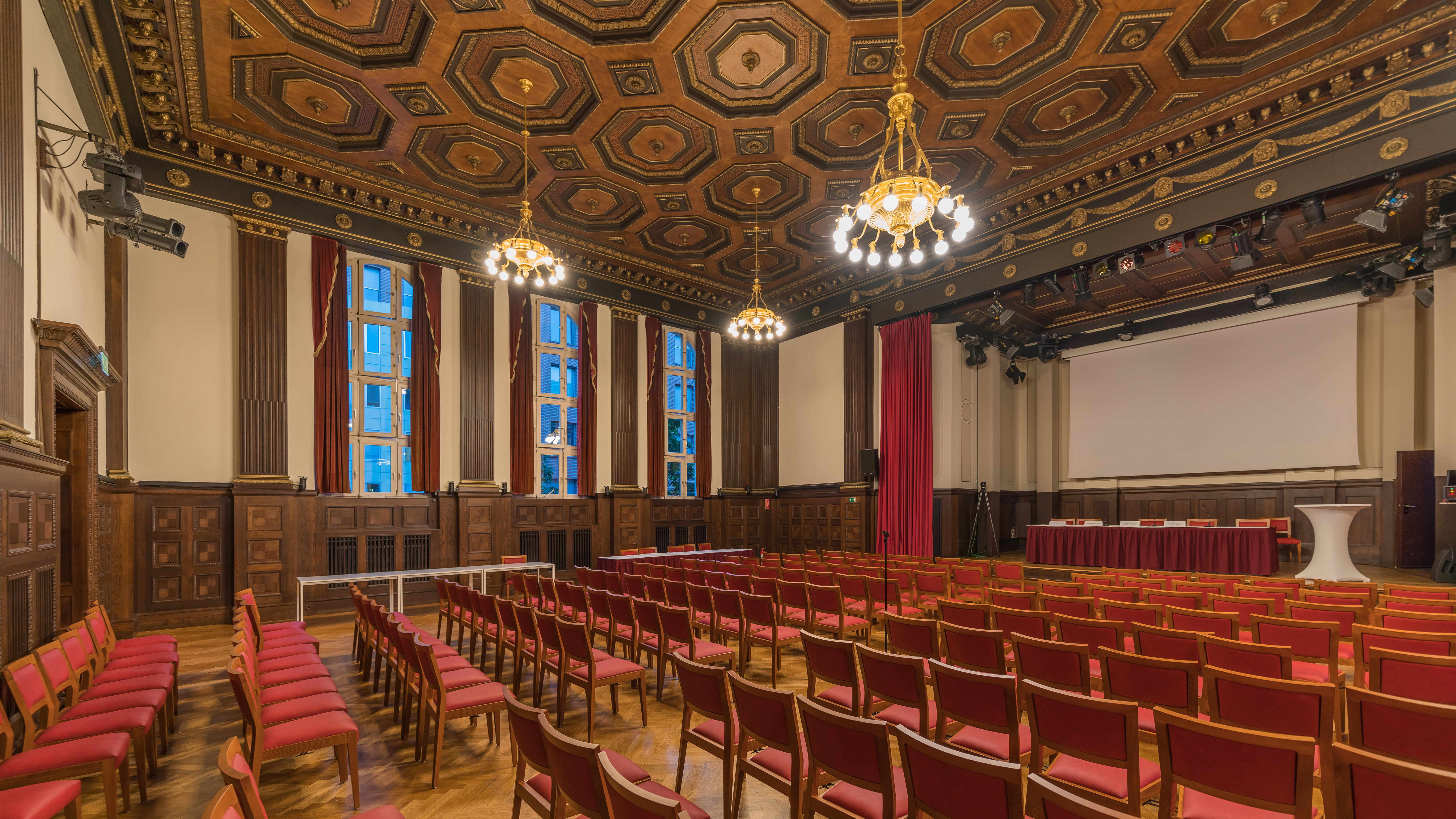
Интерьер

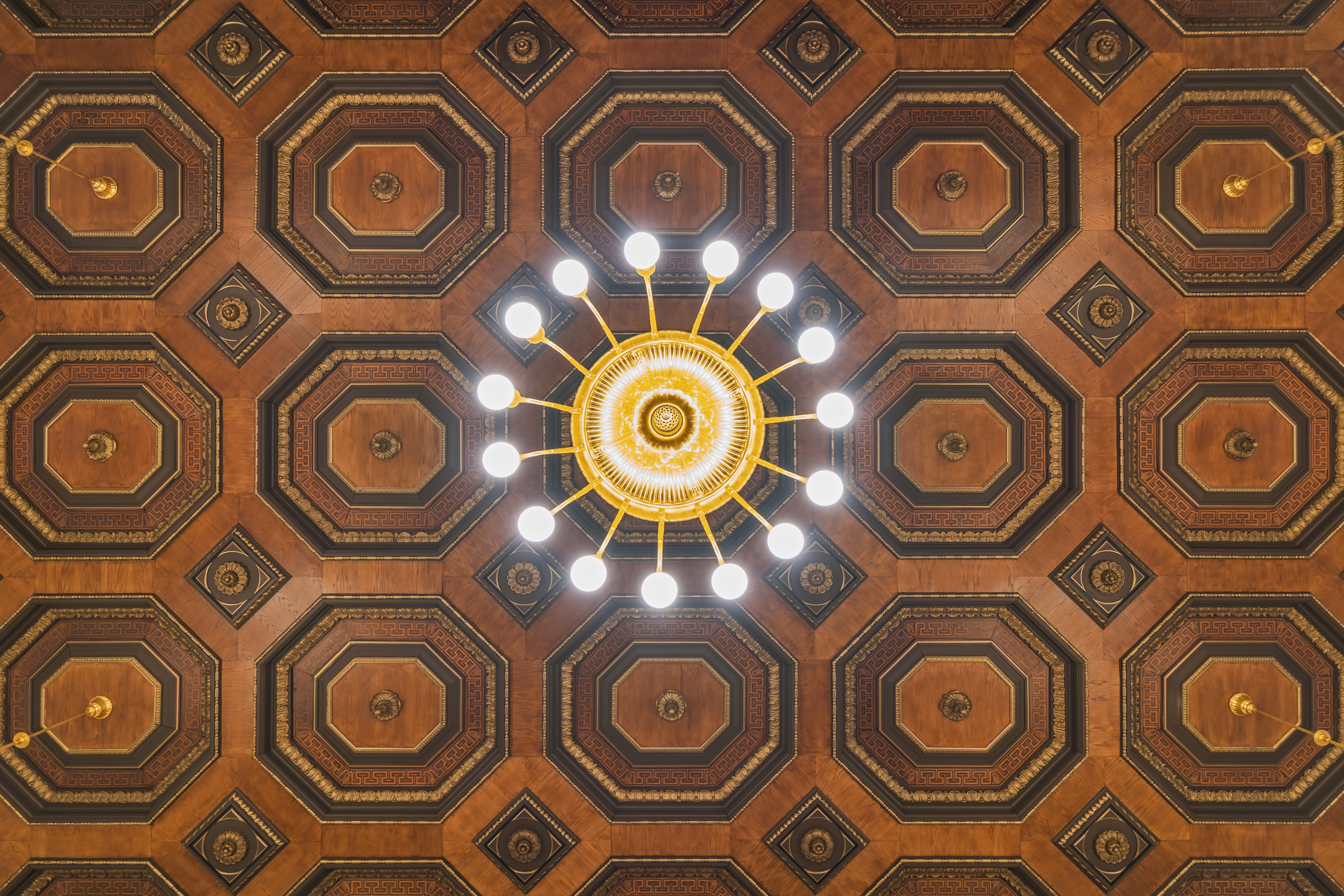
Фрагмент потолка

Hansa Tonstudio — студия звукозаписи, которая находится на Кётенер-штрассе, в районе Кройцберг, Берлин. Среди английских музыкальных исполнителей она была известна как «Hansa Studio by the Wall», «Hansa by the Wall» или «The Great Hall by the Wall», поскольку она находилась рядом с Берлинской стеной вблизи Потсдамер-плац.

## История
Студия была изначально основана в 1964 году братьями Питером и Томасом Мейзелями (англ. Peter and Thomas Meisel) в западной части Халензе Западного Берлина. Они переехали на её нынешнее место в 1972 году.
Часто записанный материал издавался на лейбле студии — Hansa Records, в её стенах записывались много известных музыкантов, в том числе Tangerine Dream, Дэвид Боуи, Брайан Ино, Игги Поп, U2, Nick Cave and the Bad Seeds, Claw Boys Claw, Depeche Mode, Marillion, Killing Joke, Boney M. и совсем недавно Snow Patrol, Kent и Living Things. Множество известных записей, мрачное и атмосферное качество звука, сильный и разносторонний материал многих альбомов, обеспечили студии почти легендарный статус, особенно в жанрах пост-панк и синти-поп.

## Известные альбомы, записанные на студии
- 1977 — Дэвид Боуи — Low
- 1977 — Дэвид Боуи — «Heroes»
- 1977 — Игги Поп — The Idiot
- 1977 — Игги Поп — Lust for Life
- 1978 — Boney M. — Nightflight To Venus
- 1979 — Tangerine Dream — Force Majeure
- 1982 — Дэвид Боуи — Baal
- 1983 — Depeche Mode — Construction Time Again
- 1984 — Depeche Mode — Some Great Reward
- 1984 — Killing Joke — Nighttime
- 1984 — Marillion — Misplaced Childhood
- 1984 — Nick Cave and The Bad Seeds — The Firstborn Is Dead
- 1986 — Depeche Mode — Black Celebration
- 1986 — Killing Joke — Brighter Than a Thousand Suns
- 1986 — Nick Cave and The Bad Seeds — Your Funeral… My Trial
- 1991 — U2 — Achtung Baby
- 2008 — Snow Patrol — A Hundred Million Suns
- 2008 — Supergrass — Diamond Hoo Ha
- 2008 — Ossler — Ett Brus
- 2010 — KT Tunstall — Tiger Suit
- 2013 — Manic Street Preachers — Rewind the Film
- 2014 — Manic Street Preachers — Futurology
- 2015 — Ling Tosite Sigure — Es or S